# Elisabet Borsiin Bonnier

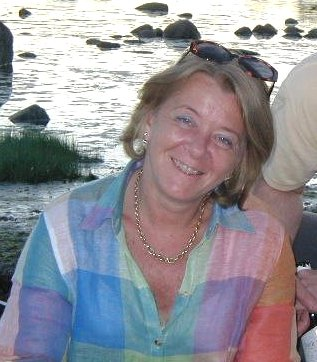
Elisabet Borsiin Bonnier

Elisabet Borsiin Bonnier (nascida em 1950) é uma diplomata sueca.
Ela trabalha desde 1973 para o Ministério das Relações Externas da Suécia . Entre 1998 e 2003 ela foi Embaixadora da Suécia na Estónia.
Condecorações:
- 2003: Ordem da Cruz da Terra Mariana, I classe[2]